# 地平座標
地平座標（ちへいざひょう、horizontal coordinate system）とは、天体の天球上の位置を表すための天球座標系の一種で、地平線と方位を基準として使用する座標系のことである。
地平座標では方位角と高度を使用して天体の位置を表す。
高度は地平線上を0度として天頂を90度として表す。地平線下にある天体についても、高度をマイナスとして表すことができる。
方位角は、現代の天文学においてはほとんどの場合、真北を0度として時計回り（真東：90度、真南：180度、真西：270度）に計る。しかし以前は真南を0度として時計回りに計るのが一般的であった。これは北半球では圧倒的多数の恒星は、真南で南中し、その時点でその恒星の時角が0時となるからである。
天体の高度や方位角は同じ時刻でも観測する地点の緯度や経度に依存して変化し、また同じ地点でも天体の日周運動や年周運動によって観測時刻によって変化する。そのため、地平座標で天体の位置を表す場合には観測地点の緯度、経度、観測の時刻を指定する必要がある。この煩わしさから天体の位置を表す場合に地平座標を使用することは少ない。